# Slunečné údolí
Slunečné údolí – dolina w Sudetach Zachodnich, w czeskiej części pasma Karkonoszy.

## Położenie
Dolina położona jest po czeskiej stronie Karkonoszy, w ich północno-wschodniej części, pomiędzy masywem Śnieżki na zachodzie, Czarnym Grzbietem na północy i Czarnej Kopy na wschodzie.

## Charakterystyka
Dolina ma długość ok. 1 km, jest wąska, głęboko wcięta pomiędzy okoliczne masywy. Biegnie z północy na południe. Uchodzi do doliny Lví důl.

## Wody
Dnem doliny płynie Jelení potok, który w jej górnej części ma swe źródła.

## Geologia
Dolina i jej otoczenie leży na obszarze zbudowanym ze skał metamorficznych, należących do metamorfiku południowych Karkonoszy.

## Roślinność
Większa część doliny jest zalesiona. Najwyższe partie porasta kosodrzewina.

## Ochrona przyrody
Cały obszar doliny i jej otoczenia leży w obrębie czeskiego Karkonoskiego Parku Narodowego (czes. Krkonošský národní park, KRNAP)

## Turystyka
Przez dolinę nie biegną żadne szlaki turystyczne. Ponad nią przechodzi trawersem, południowym zboczem Czarnego Grzbietu,   zielony szlak turystyczny ze schroniska Jelenka na Śnieżkę.